# Franz Wawrik
Franz Wawrik (* 21. Juli 1940 in Wien; † 27. Juli 2013) war ein österreichischer Kartographiehistoriker und Direktor der Kartensammlung und des Globenmuseums der Österreichischen Nationalbibliothek in Wien sowie Autor zur Kartographiegeschichte.

## Werdegang
Wawrik studierte ab 1961 an der Universität Wien Geschichte und Geographie. Er promovierte 1967 bei Günther Hamann mit der Dissertation Das anglo-niederländische Verhältnis im Malayischen Archipel zu Beginn des 17. Jahrhunderts. Nach Abschluss des Studiums machte Wawrik an der Österreichischen Nationalbibliothek in Wien eine Ausbildung zum Wissenschaftlichen Bibliothekar. 1986 wurde er zum Direktor der Kartensammlung und kurz danach zum Hofrat ernannt. Wawrik war Autor und Herausgeber von zahlreichen wissenschaftlichen Publikationen auf dem Gebiet der Kartographiegeschichte sowie Organisator mehrerer kartographiehistorischer Ausstellungen und Tagungen, wie z. B. der 16th International Conference on the History of Cartography in Wien. Sein Spezialgebiet war die Kartographie des 15. bis 17. Jahrhunderts. Wawrik wirkte viele Jahre als Vizepräsident der Internationalen Coronelli-Gesellschaft für Globenkunde und war seit 2006 Herausgeber der wissenschaftlichen Zeitschrift Der Globusfreund.

## Schriften (Auswahl)
- mit Johannes Dörflinger und Ingrid Kretschmer: Österreichische Kartographie. Von den Anfängen im 15. Jahrhundert bis zum 21. Jahrhundert. Institut für Geographie und Regionalforschung der Universität Wien. Wien 2004, ISBN 3-85063-074-9.
- Kartographische Zimelien: die 50 schönsten Karten und Globen der Österreichischen Nationalbibliothek. Holzhausen, 1995, ISBN 3-900518-36-X.
- mit Elisabeth Zeilinger: Österreich auf alten Karten & Ansichten. Austria Picta. Akademische Druck- u. Verlagsanst. Graz 1989, ISBN 3-201-01476-1.
- mit Johannes Dörflinger und Ingrid Kretschmer: Lexikon zur Geschichte der Kartographie. Von den Anfängen bis zum Ersten Weltkrieg. 2 Bände. Deuticke, Wien 1986, ISBN 3-7005-4562-2.
- Berühmte Atlanten. Kartographische Kunst aus fünf Jahrhunderten. Harenberg, Dortmund 1982 (= Die bibliophilen Taschenbücher. Band 299), ISBN 3-88379-299-3.
- mit Johannes Dörflinger und Robert Wagner: Descriptio Austriae. Österreich und seine Nachbarn im Kartenbild von der Spätantike bis ins 19. Jahrhundert. Edition Tusch, Wien 1977, ISBN 3-85063-074-9.